# باكستان الصغيرة
باكستان الصغيرة (بالأردية: چھوٹا پاکستان) هو اسم عام لتجمع عرقي يسكنه بشكل أساسي الباكستانيون أو الأشخاص من أصل باكستاني (الباكستانيون في الخارج)، وعادة ما يكونون في حي حضري في جميع أنحاء العالم.

## مواقع

### أستراليا
- أوبورن، سيدني[5][6]

### بلجيكا
- شارع بروغنيز - بروكسل
- اكسيليس - بروكسل

### النرويج
- شارع جرونلاند - أوسلو - يُطلق عليه أيضًا «كاراتشي».[7]

### سلطنة عمان
- مطرح - مسقط

### إسبانيا
- الرافال - برشلونة[8][9]

### الولايات المتحدة
- شارع كوني آيلاند - بروكلين، مدينة نيويورك، نيويورك («باكستان الصغيرة»، بروكلين)[10][11][12]
- مرتفعات جاكسون - كوينز، مدينة نيويورك، نيويورك (المعروفة أيضًا باسم القاعة الجنوبية لنيويورك)[13]
- هيكسفيل - مقاطعة ناسو، لونغ آيلاند، نيويورك
- فالي ستريم - مقاطعة ناسو، لونغ آيلاند، نيويورك
- شارع ليكسينغتون - مانهاتن، مدينة نيويورك، نيويورك[14]
- طريق أوك تري - إديسون، نيو جيرسي[15]
- «ليتل كراتشي» - باترسون، نيو جيرسي
- إيرفين - أورانج كاونتي ، كاليفورنيا[16][17]
- ويستوود - لوس أنجلوس، كاليفورنيا[18]
- شارع بايونير - أرتيسيا، كاليفورنيا
- فريمونت، كاليفورنيا - تشتهر بمجتمعها الكبير من البشتون
- طريق ويست ترينيتي ميلز - كارولتون، دالاس، تكساس[19]
- شارع هيلكروفت - هيوستن، تكساس
- طريق أديكس هويل - شوجر لاند، هيوستن، تكساس[20]
- شارع ديفون - شيكاغو، إلينوي[21]

### كندا
- ميسيسوجا، أونتاريو[22]
- ميلتون، أونتاريو[23]

### المملكة المتحدة

#### إنجلترا
- برادفورد - ويست يوركشاير
- كاري مايل - مانشستر
- جلودويك - أولدهام
- ألوم روك - برمنغهام
- سباركبروك - برمنغهام
- سباركهيل - برمنغهام
- نيثر إيدج - شيفيلد
- نورمانتون - ديربي
- جرين ستريت - لندن
- إلفورد - لندن
- والتهامستو - لندن
- روثرهام - جنوب يوركشاير
- لوتون - بيدفوردشير
- سلو - بيركشاير
- دارنال - شيفيلد
- بورنجريف - شيفيلد
- ليستر - ليسترشاير
- أولدهام - مانشستر الكبرى
- روتشديل - مانشستر الكبرى
- ديدسبري - مانشستر
- كيلي - برادفورد
- ديوسبري - كيركليس
- سميثويك - ساندويل
- دارلاستون - والسال
- بيركينهيد - ويرال
- ايلسبري - باكينجهامشير
- ثورنتون لودج - غرب يوركشاير

#### اسكتلندا
- بولوكشيلدز - غلاسكو

#### ويلز
- غرانغتاون - كارديف